# Kanton Stiring-Wendel
Kanton Stiring-Wendel (fr. Canton de Stiring-Wendel) je francouzský kanton v departementu Moselle v regionu Grand Est. Tvoří ho 14 obcí. Před reformou kantonů 2014 ho tvořilo 8 obcí.

## Obce kantonu
od roku 2015:
- Alsting
- Behren-lès-Forbach
- Bousbach
- Diebling
- Etzling
- Farschviller
- Folkling
- Kerbach
- Metzing
- Nousseviller-Saint-Nabor
- Spicheren
- Stiring-Wendel
- Tenteling
- Théding

před rokem 2015:
- Alsting
- Etzling
- Forbach (část)
- Kerbach
- Petite-Rosselle
- Schœneck
- Spicheren
- Stiring-Wendel